# Шекшемское сельское поселение
Шекше́мское се́льское поселе́ние — муниципальное образование в Шарьинском районе Костромской области.
Административный центр — посёлок Шекшема.

## История
Шекшемское сельское поселение образовано 30 декабря 2004 года в соответствии с Законом Костромской области № 237-ЗКО, установлены статус и границы муниципального образования.
Законом Костромской области от 24 апреля 2017 года № 229-6-ЗКО Варакинское и Шекшемское сельские поселения были преобразованы, путём их объединения, в Шекшемское сельское поселение с административным центром в посёлке Шекшема.

## Население
| 2008  | 2010  | 2012  | 2013  | 2014  | 2015  | 2016  |
| ----- | ----- | ----- | ----- | ----- | ----- | ----- |
| 1530  | ↘1383 | ↘1325 | ↘1258 | ↘1206 | ↘1167 | ↘1153 |
| 2017  | 2018  | 2019  | 2020  | 2021  |       |       |
| ↘1100 | ↗1358 | ↘1312 | ↘1272 | ↘1230 |       |       |

## Состав сельского поселения
| № | Населённый пункт | Тип населённого пункта          | Население |
| - | ---------------- | ------------------------------- | --------- |
| 1 | Безнег           | деревня                         | ↘21       |
| 2 | Варакинский      | посёлок                         | ↗372      |
| 3 | Красный Холм     | деревня                         | ↘3        |
| 4 | Кузнецово        | починок                         | ↗12       |
| 5 | Лесничество      | местечко                        | →0        |
| 6 | Шекшема          | посёлок, административный центр | ↘1100     |